# Michael Shaara
Michael Shaara (Jersey City, 23 giugno 1928 – 5 maggio 1988) è stato uno scrittore statunitense.

## Biografia
Nato da una famiglia di immigrati italiani (il cognome Shaara è l'americanizzazione dell'italiano Sciarra), si è laureato alla Rutgers University; durante gli anni di studio si è accostato alla scrittura pubblicando, nel corso della sua carriera, circa settanta racconti, apparsi su molte testate quali Playboy, Redbook, Cosmopolitan, e The Saturday Evening Post. In seguito ha insegnato letteratura alla Florida State University.
Il suo romanzo sulla battaglia di Gettysburg, intitolato The Killer Angels, ha vinto il Premio Pulitzer per la narrativa nel 1975.
Alcune delle opere di Shaara rientrano nella fantascienza e due dei suoi libri sono stati tradotti in italiano nella collana Urania: il romanzo L'Araldo dello sterminio (n. 938) e la raccolta di racconti Incidente di frontiera (n. 952).
Shaara è morto nel 1988 a causa di un secondo attacco di cuore.
Dal suo romanzo La partita perfetta, pubblicato postumo nel 1991, è stato tratto il film Gioco d'amore.
Jeffrey Shaara, figlio di Michael Shaara, è anch'egli uno scrittore, noto soprattutto per aver scritto Gods and Generals, il prequel di The Killer Angels.

## Opere

### Romanzi
- The Broken Place, 1968
- The Killer Angels, 1974
- L'araldo dello sterminio (The Herald, ripubblicato come The Noah Conspiracy, 1981), traduzione di Delio Zinoni, Urania n. 938, Arnoldo Mondadori Editore, 1983[2]
- La partita perfetta (For Love of the Game, 1991)[2]

### Antologie di racconti
- Incidente di frontiera (Soldier Boy, 1982), traduzione di Delio Zinoni, Urania n. 952, Arnoldo Mondadori Editore, 1983[2]

### Racconti
(parziale)
- Il libro, noto anche come Le meteore di Dio, Mondo senza stelle (The Book, 1953), come Le meteore di Dio, in appendice a Il cervello mostro, Urania 60, Arnoldo Mondadori Editore, 1954
- Ritorno dal deserto o La via del ritorno (All the Way Back, 1952), come La via del ritorno, traduzione di Roberta Rambelli, in Imperi Galattici. L'epica fantascientifica 1923-1978, Enciclopedia della Fantascienza 3, Fanucci Editore, 1978
- Il Cittadino Jell, traduzione di V. Lombardi, in Galaxy n.5, Editrice La Tribuna, maggio 1961